# Octávio Cesário Pereira Júnior
Octávio Cesário Pereira Júnior (Itajaí, 7 de fevereiro de 1926 - Londrina, 23 de novembro de 2003) foi um advogado e político brasileiro.
Foi governador (interino) do Estado do Paraná em três oportunidades: em agosto de 1977; entre 2 de setembro e 20 de setembro de 1977; e entre 6 de dezembro e 21 de dezembro de 1978.

## Biografia
Filho de Octávio Cesário Pereira e d. Maria de Souza Pereira nasceu na cidade litorânea de Itajaí, Santa Catarina, no dia 7 de fevereiro de 1926. Concluiu seus estudos primários e secundários em seu estado natal e formou-se na Faculdade de Direito da Universidade Federal do Paraná no ano de 1952. Em sua fase estudantil exerceu a militância política, sendo eleito presidente do Diretório Acadêmico Hugo Simas e presidente do Conselho Permanente da União Paranaense dos Estudantes.
Logo apos a formatura fixou residência e escritório em Cambé, interior do Paraná e ali filiou-se à União Democrática Nacional (UDN), chegando a presidente do diretório local. Em Londrina (cidade vizinha a Cambé) foi promotor público Interino e participou da administração em diversas entidades rurais, políticas e profissionais, como: Associação Rural de Cambé (presidente); Sindicato Rural de Cambé (presidente); Sociedade Rural do Norte do Paraná (conselheiro); OAB - subseção - Londrina (conselheiro), entre outras.
Em 1962 elegeu-se deputado federal e em 1963 o então governador do estado do Paraná, Ney Braga, convocou-o para o cargo de Secretário de Estado do Trabalho e Assistência Social e nesta mesma gestão acumulou, interinamente, o cargo de Secretário de Estado da Saúde Pública. 
Entre 1965 e 1966 foi chefe de gabinete do amigo e, agora, ministro da Agricultura Ney Braga. Em 1967 foi eleito suplente do Senado Federal (sendo efetivado no cargo em 1974) e reeleito deputado federal em 1973. Em 1973 ocupou, novamente, uma secretaria no governo de Emílio Gomes, na Secretária de Estado do Interior e Justiça do Paraná.
Entre 1975 e 1979 foi vice-governador do Paraná, na administração de Jayme Canet Junior, ocupando interinamente o executivo em três momentos: agosto de 1977, de 2 de setembro a 20 de setembro de 1977 e entre 6 de dezembro a 21 de dezembro de 1978.
Entre 15 de março de 1979 e 12 de fevereiro de 1982 foi Secretário de Estado da Justiça no governo do amigo Ney Braga e em 1983 foi reeleito deputado federal. Em 1989 foi presidente do diretório estadual do Partido da Frente Liberal (PFL) e em meados da década de 1990 afastou-se da política para cuidar do seu escritório de advocacia em Londrina.

### Falecimento e homenagens
Octávio Cesário Pereira Júnior faleceu na noite de domingo, dia 23 de novembro de 2003, aos 77 anos de idade.
Em homenagem ao político paranaense e itajaiense de nascimento, encontramos a Rua Otávio Cesário Pereira na cidade de Itajaí (SC) e em Londrina (PR).